# Lex Servilia
A lex Servilia Caepionis de 106 a.C. foi uma lex comitialis proposta pelo cônsul Quinto Servílio Cepião.

## Disposições
A lei reintroduz a ordem senatorial no colégio judicial da quaestio perpetua de repetundis, o tribunal permanente chamado para julgar a extorsão dos magistrados romanos nas províncias, ao contrário do estabelecido pela lex Sempronia iudiciaria, que havia concedido a exclusividade deste tribunal à ordem equestre.

## História
A Quaestio perpetua de repetundis foi estabelecida com a lex Calpurnia de 149 a.C. e, posteriormente, a composição do júri foi alterada. Proposto pelo cônsul Quinto Servilio Cepione, foi apoiado por Lucio Licinius Crassus, porque visava abolir a lex Sempronia de 122 a.C.